# ناصر الشطي
ناصر الشطي (مواليد 14 يوليو 1986) لاعب كرة قدم كويتي سابق ومدرب حالي لنادي السالمية الكويتي.